# Округ Сабин (Тексас)
Округ Сабин (енгл. Sabine County) је округ у америчкој савезној држави Тексас. По попису из 2010. године број становника је 10.834.

## Демографија
Према попису становништва из 2010. у округу је живело 10.834 становника, што је 365 (3,5%) становника више него 2000. године.
| Група             | 2000.         | 2010.         |
| Белци             | 9.115 (87,1%) | 9.484 (87,5%) |
| Афроамериканци    | 1.039 (9,9%)  | 784 (7,2%)    |
| Азијати           | 9 (0,1%)      | 33 (0,3%)     |
| Хиспаноамериканци | 189 (1,8%)    | 344 (3,2%)    |
| Укупно            | 10.469        | 10.834        |